# Nuno Coelho (football, 1987)
Pour le footballeur né en 1986, voir Nuno André Coelho.
Pour les articles homonymes, voir Coelho.
Nuno Miguel Prata Coelho, plus communément appelé Nuno Coelho est un footballeur portugais né le 23 novembre 1987 à Covilhã. Il évolue au poste de milieu de terrain.

## Biographie
Nuno Coelho a commencé par jouer au basketball sous l'influence de ses parents pendant 7 ans. A 12 ans, il commence le football dans le club de sa ville, le Sporting Covilhã.
En janvier 2005, alors qu'il a 17 ans, il est recruté par le FC Porto. Il joue principalement avec les équipes de jeunes du club et en équipe réserve. Il est appelé une fois par l'entraîneur de l'époque, Co Adriaanse, comme remplaçant lors du match FC Porto - Boavista (1-1) du 7 mai 2006 mais il n'entre pas en jeu.
A l'été 2006, il est prêté au club de Leiria pour acquérir du temps de jeu. Il connaît l'entraîneur, Domingos Paciência, car il était son entraîneur avec le FC Porto B. Il fait ses débuts en Liga Sagres le 28 octobre 2006 lors de la victoire 2-0 contre l'Académica de Coimbra (entre à la 76e minute). Peu satisfait du temps de jeu qui lui est accordé, le FC Porto décide de le prêter de nouveau en décembre, à Portimonense et pour deux saisons et demie.
Il fait ses débuts avec son nouveau club en Segunda Liga (D2) le 14 janvier 2007 lors de la défaite 0-2 contre Gondomar. 
En juillet 2009, il est prêté par le FC Porto au club espagnol de Villarreal B avec une option d'achat en fin de saison. Il déclare à son arrivée vouloir "bien travailler en  Segunda Ligapour convaincre Villarreal de lever l'option d'achat". Un mois et demi plus tard, il est annoncé qu'il ne convainc pas le club et quitte le "Sous marin jaune".
Le 31 aout 2009, il signe un contrat de 2 saisons pour le club d'Académica Coimbra . Pour sa première saison à Coimbra avec des joueurs comme Modou Sougou ou Éder, il aide le club à atteindre les demi-finales de Taça da Liga (défaite 0-1 face au FC Porto).
Il est un des joueurs importants d'André Villas-Boas. Tant et si bien qu'il reçoit en août 2010 une pré-convocation pour l'équipe nationale du Portugal du sélectionneur Carlos Queiroz. Il n'est finalement pas appelé pour les 2 matchs contre Chypre et la Norvège.
En fin de contrat en juin 2011, il est l'attention de clubs français, russes et surtout du Benfica et a annoncé sa volonté de ne pas prolonger son contrat au club.
Son arrivée au Benfica Lisbonne est confirmée le 24 juillet 2011. Un mois après est annoncé son prêt pour le club de Beira-Mar, entraîné par Rui Bento. Il déclare vouloir prouver au Benfica qu'il a le niveau pour pouvoir s'imposer au club lisboète. Il réalise une bonne saison, notamment dans la régularité de ses performances. La saison est difficile à Aveiro mais le club termine 12e du championnat.
En juin 2012, il lui est annoncé par Jorge Jesus qu'il ne compte pas sur lui pour la saison à venir
Il est prêté pour la saison 2012-2013 au club grec d'Aris Salonique. Il joue 25 matchs et aide son club à se maintenir en Super League. Lors de la saison, il déclare garder l'espoir de revenir au Benfica pour y jouer. En fin de saison, il ne fait toujours pas partie des plans de Jorge Jesus l'entraîneur du Benfica. Le club de Salonique essaye alors de le faire revenir en Grèce. 
Le 5 juillet 2013, il signe finalement chez le promu en Liga Zon Sagres d'Arouca après avoir résilié son contrat au Benfica. Il devient rapidement une des pièces maitresses de l'équipe de Pedro Emanuel. Il devient défenseur et forme avec Ustaritz la base défensive du club

## Clubs
- 2003 - 2005 : Sporting Covilhã  Portugal
- 2005 - 2006 : FC Porto B  Portugal
- 2006 - 2007 : União Leiria (prêt)  Portugal
- 2007 - 2009 :  Portimonense SC (prêt)  Portugal
- 2009 - 2011 : Académica de Coimbra  Portugal
- 2011 - 2013 :  Benfica Lisbonne  Portugal
- 2011 - 2012 : →Beira-Mar (prêt)  Portugal
- 2012 - 2013 : →Aris Salonique (prêt)  Grèce
- 2013 -... : FC Arouca  Portugal

## Sélections
- 8 sélections en équipe du Portugal des moins de 18 ans
- 16 sélections en équipe du Portugal des moins de 19 ans
- 4 sélections en équipe du Portugal des moins de 20 ans
- 4 sélections en équipe du Portugal des moins de 21 ans
- 3 sélections en équipe du Portugal des moins de 23 ans

En 2006, il fait partie de l'équipe qui participe au Championnat d'Europe de des moins de 19 ans. Le Portugal termine 3e de poule et n'est pas qualifié pour le deuxième tour.
Nuno Coelho participe à la Coupe du monde des moins de 20 ans 2007 avec le Portugal.
En 2007, il est sélectionné pour jouer la Coupe du monde des moins de 20 ans au Canada. Il évolue avec des joueurs tels Rui Patrício, Fábio Coentrão ou Bruno Gama et est éliminé en 8e de finale par le Chili 0-1